# Парнэяха (приток Етыпура)
Парнэяха (устар. Парнэ-Яха) — река в России, протекает по Ямало-Ненецкому АО. Устье реки находится в 222 км по левому берегу реки Етыпур. Длина реки составляет 19 км.

## Данные водного реестра
По данным государственного водного реестра России относится к Нижнеобскому бассейновому округу, водохозяйственный участок реки — Пур. Речной бассейн реки — Пур.
Код объекта в государственном водном реестре — 15040000112115300057169.